# ワルサーP38
ワルサーP38（独: Walther P38）は、カール・ワルサー社製の9mm軍用自動式拳銃。1937年にHeeres-Pistole（HP）の名で開発され、翌1938年にP38としてドイツ国防軍の制式拳銃に採用された。第二次世界大戦中はルガーP08と共にドイツ軍によって広く使用され、終戦までに約120万丁が製造された。

## 開発と生産
1930年代、水面下で再軍備を模索していたヴァイマル共和国軍では、高価格と機構の信頼性について問題を抱えていた当時の制式拳銃、ルガーP08の更新計画が持ち上がった。1929年に警察向け拳銃PPを発表したばかりであったワルサー社は、この動きを受けて軍部向け新型拳銃の開発に乗り出し、まず1934年に、PPを9mmパラベラム弾仕様に大型化したMP (Millitärische-Pistole) を試作した。しかし、MPの固定バレルとシンプルブローバック方式は使用される9mm弾に対して脆弱であったことから、ワルサー社は改めて1935年にショートリコイルを採用したAP (Armee-Pistole)　を開発し、軍に提案した。このAPは既に後のP38に近い外観を有していたが、撃鉄が内装式でコッキングされているかどうか直感的に分かりづらい点を軍当局は好まなかった為、製造は少数にとどまった。それらの試作品の中には75mmの短銃身仕様も存在した。
APに対する評価を踏まえ、ワルサー社は1937年に撃鉄を外装式に変更したHP (Heeres-Pistole) を完成させた。陸軍兵器局で提出品の試験が続けられる間、ワルサーHPは民間市場向けに販売が開始され、第二次世界大戦勃発まではアメリカにも輸出された。スウェーデン軍は1939年と1940年に計1,500挺のHPを購入し、m/39として制式化した。民間向けとして、通常の9mmパラベラム弾仕様以外に、少数の7.65x21mmパラベラム弾や.38スーパー弾、.45ACP弾仕様も製造された。
1938年、HPはドイツ国防軍によって制式採用され、P38の名称が与えられた。翌1939年春から生産が開始され、ドイツ国防軍で実用試験に供された。HPとP38のエキストラクターは当初は内蔵式であったが、軍の改善要求を受け、排莢が左側へスムーズに行われるよう露出した構造に変更された。更に軍用であるP38については、清掃の容易化の為にグリップのすべり止めがチェッカリングから畝状に並ぶ溝に改められた。
1940年4月にドイツ国防軍での試験が完了し、軍は410,600挺を発注した。銃の左側に入れられたワルサー社のロゴは、1940年秋に機密保持のためコード番号「480」の刻印に置換えられた。この刻印は企業名をアルファベットの秘匿コードに置き換える新方針の導入に伴い、程なくしてワルサー社を示すacと製造年の数字下二桁の組み合わせに変更された。ワルサー社では1945年までに約584,500挺が生産され、民生用であるHPの刻印を持つ製品は1944年半ばまで製造された。
ドイツ国防軍は月産10,000挺以上の製造を望んでいたが、ワルサー社の生産能力ではその目標をかろうじて満たす事しかできなかった。このため、軍は1940年6月にモーゼル社に対し、ルガーP08の生産を終了してP38の生産を開始するよう要求した。しかし、同社によるP38の生産開始は1942年11月まで遅れ、それまではP08の量産が継続された。モーゼル社製P38には秘匿コードbyf、1945年からはSVWが打刻され、約323,000挺が生産された。
1941年9月からはシュプレーヴェルク 社もP38の製造に加わり、翌年夏より本格的な量産が開始された。同社の秘匿コードはcyqで、1945年4月に工場がソ連軍に占拠されるまでに約283,300挺が生産された。
この他、1942年にベーメン・メーレン保護領のベーミッシェ・ヴァフェンファブリーク (Böhmische Waffenfabrik)　社にて100挺が組立てられたという軍需省の記録が残されている。
大戦末期、プレス鋼板と電気溶接による試作品も作られたが、1丁のみを生産しただけであった。
1945年の終戦時、独ソ戦の舞台となった東ヨーロッパ各国にはドイツ軍からの鹵獲・接収品としてのP38が大量に存在していた。一方、ドイツ本国に進駐したアメリカ軍なども、国内に備蓄されていたP38を一定数入手している。これにより、戦後は東西各国の軍・警察にてP38が採用され、一部では1990年代まで使用された
モーゼル社は1945年4月20日にP38の製造を終了したが、5月10日には現地に進駐したフランス軍の命令により製造が再開されている。これは事前に連合国間で交わされたドイツ国内での武器製造を禁じる合意への明確な違反であった。モーゼル社の製造コードもSVW45として維持され、1946年にはSVW46となった。フランス向けP38の大部分は第一次インドシナ戦争只中の仏領インドシナへと送られた。皮肉なことに、これを受け取ったフランス外人部隊の中には敗戦後に志願した元ドイツ軍人も少なからず含まれていたという。フランス向けP38はパーカー処理のために明るい灰色に見えるものが多く、後年コレクターからは「グレイゴースト」と通称された。

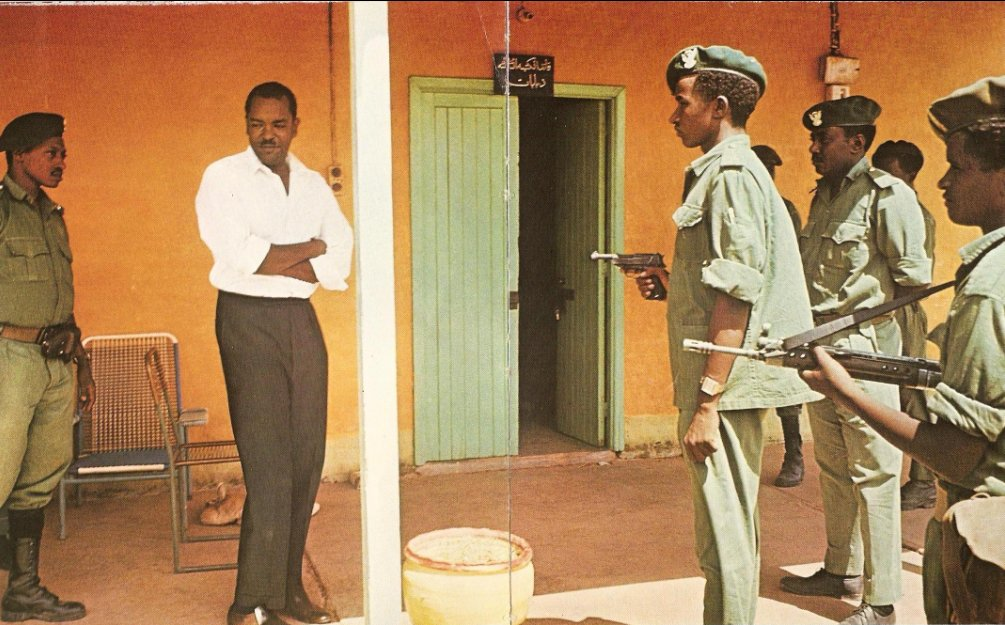
1971年スーダンクーデター後、政府軍に逮捕される反乱首謀者ハッシャム・アル＝アッタ少佐。兵士の1人がP38を手にしている

シュプレーヴェルク社が所在したチェコスロヴァキアも、残っていた部品を用いて1946年に約3,000挺を組立て、CZ46と命名した。
西ドイツの再軍備に伴い、創設されたドイツ連邦軍もまた制式拳銃としてP38を欲し、1957年5月、ウルムに移転していたワルサー社でP38の生産が再開された。その後いくつかの仕様変更を施されたP38は、1963年にワルサーP1に改称された。
そのほか、イタリアの極左テロ組織赤い旅団のメンバーも、P38を凶器として愛用したと伝えられている。
1974年10月から1981年まで、銃身長を70mmまで短縮し（外から見えるパイプ状の部分がほとんどない程の長さ）、セーフティーレバーを単純にデコッキング機能だけとしたP38Kが2,600挺生産された。

## 特徴
強力な弾丸を安全に発射できるショートリコイル式の撃発システムに、大型軍用拳銃としては画期的なダブルアクション機構を組み合わせた自動式拳銃。
1930年代まで、自動式拳銃の操作方式はシングルアクションが唯一であった。これは、撃鉄を起こしてあれば軽い力で引き金を引ける利点があったが、暴発のリスクもあり、射撃の直前まで薬室を空けておいたり、また常に手動安全装置をかけなければ携帯しにくかった。
ダブルアクション機構は、撃鉄を起こさなくても引き金を引いていけば自動的に撃鉄が起き上がり、そのまま引き切ることで発砲できるため、シングルアクションに比べ引き金は重くなるが暴発のリスクが少なく、手動安全装置への依存性が減る。また、ダブルアクション機構なら弾薬が不発であっても、再度雷管を叩くことを試行できた。この機能は20世紀初頭には回転式拳銃ですでに広く普及していたが、構造が複雑化するため、同時期採用されていたコルト・ガバメントなど多くの大型軍用自動拳銃には採用されていない。ワルサー社は1929年に開発した中型自動式拳銃ワルサーPPで、自動式拳銃としては世界でも早い時期にダブルアクション機構を導入していた。
P38のダブルアクション機構はPPの流れを汲むもので、シングルアクション併用型となっている。命中精度は軍用拳銃としては高く、従来のルガーP08に比しても故障率が減り、スライド上面に大きくえぐられた開口部は排莢の確実性に貢献した。
ワルサー独特のショートリコイル機構は、スライドと銃身を直接噛み合わせて銃身の下降・開放で遅延ブローバックを実現したブローニング方式と異なり、別体のロッキングピースを用いたことで銃身の上下動を不要とし、命中精度を高めている。また、銃身先端付近の保持が必要なくなったため、前方に銃身の伸びたデザインを可能としている。
P38のショートリコイル構造は横フライス加工だけで銃身、スライド、フレームそれぞれの噛み合わせを形成する事が可能となっており、P08のような複雑な切削加工を必要としない。
第二次世界大戦中にヨーロッパ戦線に赴いたアメリカ兵の間では、P08と並んでこの拳銃を鹵獲することがステータスになっていた。バルジの戦いの最中には、ドイツ側で「捕虜の米空挺隊員がP38を所持しているならば（戦死者の仇だから）即刻処刑せよ」との命令も出されたという。

## 操作
弾倉を入れスライドを引いて第一弾を薬室に装填した状態でコッキングされている撃鉄は、安全装置を下げてセーフティーポジションにすることでコッキング解除（デコッキング）される。この時、ファイアリングピンはシアと連動したファイアリングピンブロックとセーフティーレバーでロックされ、安全にデコッキングが行える。この状態では、引き金は後退した位置で保持される。
セーフティーレバーを上に押し上げてセーフティーOFFの状態にすると引き金が前進し、ダブルアクションによる射撃が可能になる。オートマチックファイアリングピンブロック（AFB）により、この状態で持ち歩いても危険は無いが、大戦中に作られた粗悪なP38の中には、この一連の安全装置の精度が悪いものも存在した。
初弾はダブルアクションになるが、この状態から撃鉄を起こせばシングルアクションで初弾を撃つこともできる。薬室に弾丸が装填されている場合は撃鉄上のシグナルピンがスライド後端から飛び出すので装填状態が確認できる。弾倉交換を行う場合、グリップ下のマガジンキャッチを後方に押しながら弾倉を引き抜く。そのため弾倉交換には両手が必要である。

## 欠点
スライド上部のカバーは、プレス加工で作られた板バネ状のラッチで引っかける簡単なものであり、連続で射撃を行うと反動で外れてしまうことがあった。その際、リアサイトも外れることがあり、射手を傷つける恐れもあった。この点は、戦後に生産されたP1の改良型であるP4では改良されている。部品点数はソ連のトカレフ拳銃の倍で、ルガーP08に比べて簡略化されたとはいえ、軍用拳銃としては多い。しかし、射撃後の通常分解ではスライド、銃身、フレームの大きな3つの部品に分かれるのみである。
また、本銃固有の問題ではないが、戦後の西ドイツ連邦軍では設計が古い点、また、老朽化によって「威嚇射撃8発、必中投擲1発（acht Warnschüsse, ein gezielter Freiwurf）」というジョークが生まれた。全弾撃ち尽くしても命中せず、最後には銃を投げつけてようやく当たるという意味である。